# Pankha

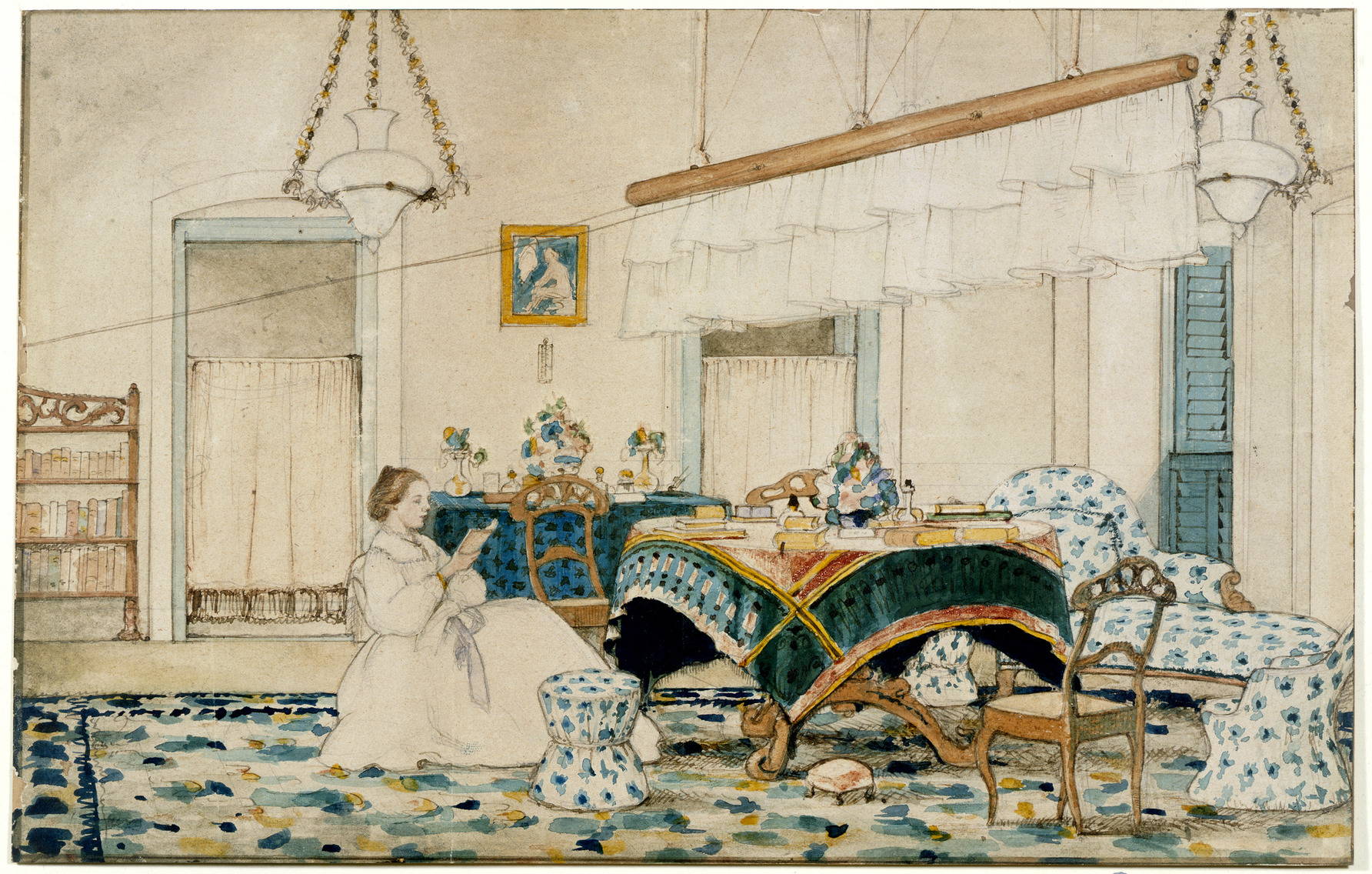
Britische Dame in ihrem Wohnzimmer unter einem traditionellen Pankha (der Seilzug zum Punkahwallah ist deutlich zu erkennen); Baharampur (Westbengalen), Indien 1863

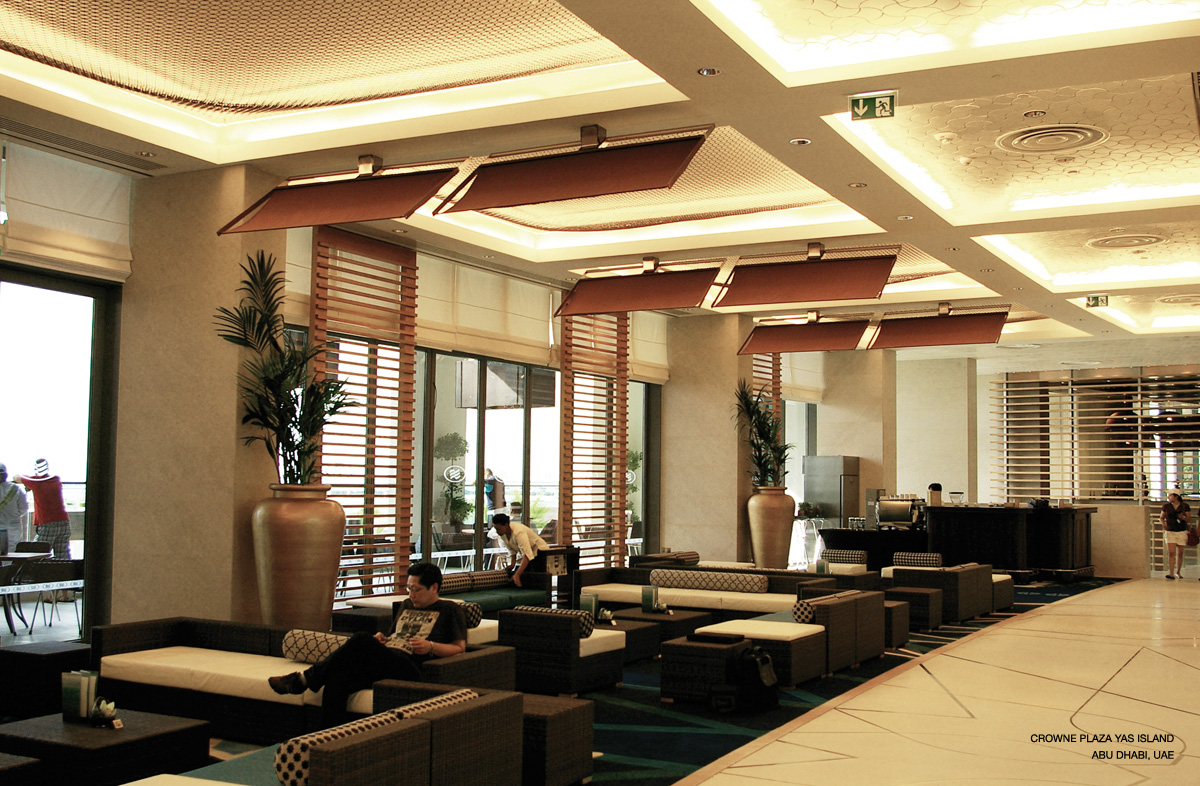
Pankhas im Crowne Plaza Yas Island Hotel in Abu Dhabi (VAE)

Pankha  (Hindi: पङ्खा, pangkhā), auch Punkah, bezeichnet einen Fächerwedel. Ursprünglich war ein Pankha ein transportabler Fächer, der aus einem Palmyra- oder Borassus-Palmblatt hergestellt wurde. Diese Bezeichnung hat sich im Laufe der Zeit im anglo-indischen Wortgebrauch (daher auch die Schreibweise Punkah) als Name für einen (Decken-)Schwingfächer durchgesetzt. Dieser war an der Decke befestigt und wurde von einem im Vorraum oder im Flur sitzenden Diener (Kuli, auch „Punkahwallah“ genannt) per Seilzug manuell in Schwingungen versetzt. Die Araber kannten diese Art der Luftfächelung schon seit dem 8. Jahrhundert. Durchgesetzt hat sich diese Version des Ventilators in Indien während der Kolonialzeit gegen Ende des 18. Jahrhunderts.

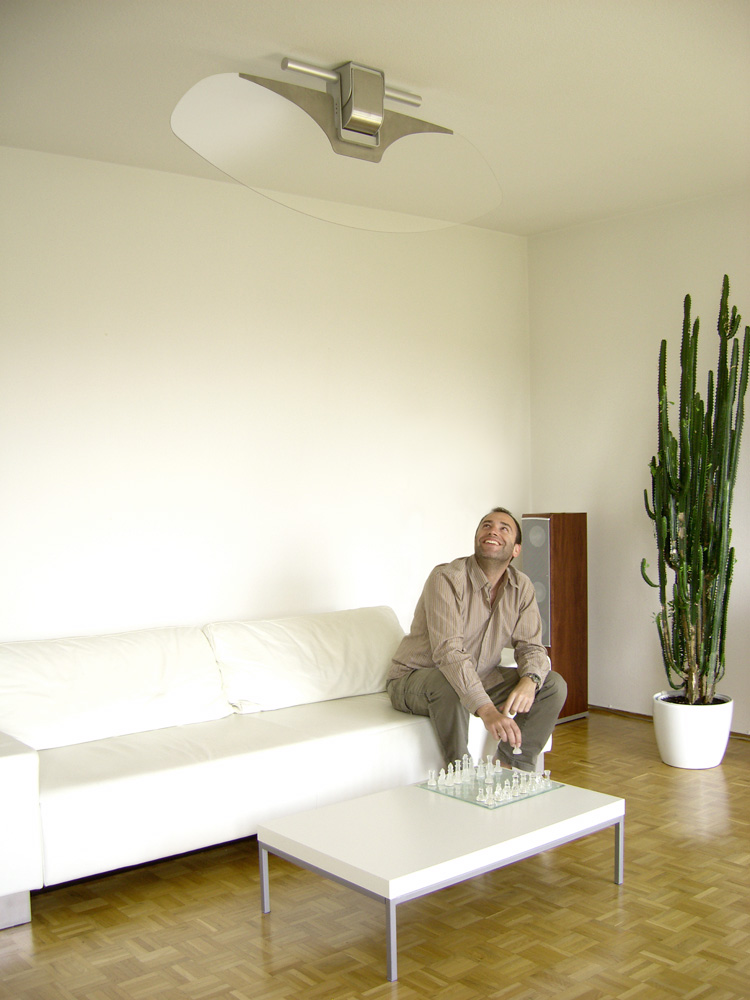
Moderner computergesteuerter Pankha

Ab Ende des 19. Jahrhunderts wurden der/die Fächer durch Elektromotoren angetrieben und fanden sich sowohl in Fabriken und Baracken der amerikanischen Südstaaten wie auch (gleichwohl prächtiger) in den Salons der Herrenhäuser. Die im 20. Jahrhundert aufgekommenen, billiger zu produzierenden und wartungsärmeren axialen Deckenventilatoren ersetzten im Laufe der Zeit die meisten Pankhas.